# Super Street Fighter II Turbo
Cet article possède un paronyme, voir Street Fighter II' Turbo: Hyper Fighting.
Super Street Fighter II Turbo (Super Street Fighter II X: Grand Master Challenge au Japon) souvent abrégé en 2X ou Super Turbo est un jeu vidéo de combat en un contre un développé et édité par Capcom en février 1994 sur CP System II. C'est une version améliorée de Super Street Fighter II: The New Challengers,. Le jeu fut pendant longtemps considéré comme la version la plus aboutie de Street Fighter II, avant l'arrivée de Hyper Street Fighter II dix ans plus tard, puis d'Ultra Street Fighter II en 2017 sur Nintendo Switch.

## Développement et gameplay
Super Street Fighter II Turbo succède à Super Street Fighter II: The New Challengers et apporte quelques changements et quelques nouveautés notables :  l'apparition d'une barre de « Super » est représentée par une jauge située au bas de l'écran de jeu. Elle se remplit progressivement en infligeant divers coups à son adversaire. Lorsqu'un joueur remplit cette jauge, celle-ci clignote et indique la mention SUPER, qui indique à celui-ci qu'il peut entrer la combinaison d'un « Super Combo » exclusif à chaque personnage. Cette combinaison est bien plus redoutable en termes de dégâts infligés, et règle en général l'issue d'un combat. Le principe du super combo, lui aussi novateur, fut repris dans l'ensemble des jeux de combat qui suivront, toutes franchises confondues. Le personnage ainsi que ses mouvements sont accompagnés d'un effet visuel qui multiplie les sprites, alors affichés à l'écran avec une couleur bleue facilement reconnaissable. La vitesse des personnages est également améliorée et elle est déclinée en trois niveaux. Le jeu comprend une nouvelle intro, une nouvelle interface de sélection des personnages ainsi que de nouvelles images de fin.
Super Street Fighter II Turbo reprend tous les personnages du précédent volet et comprend un nouveau boss caché, Akuma. Les anciens personnages bénéficient de nouveaux mouvements, Ken possède désormais une prise aérienne ainsi qu'une prise au genou, E. Honda peut écraser son adversaire au sol, Zangief a une nouvelle technique pour parer les boules de feu et Chun-Li et Dee Jay possèdent un combo qui infligent trois coups de pied. Dhalsim possède également une amélioration pour sa technique Yoga flame, qui peut être dirigée dans les airs.
La version 3DO souffre de certains aspects graphiques, notamment le défilement différentiel des arrière-plans des stages, qui est remplacé par le scrolling monoplan pour ce portage,. L'exemple est visible dans l'arène de Dhalsim, où les éléphants dans le fond du décor ne sont plus animés. La version 3DO profite de la technologie sonore QSound grâce à son support CD, donnant plus de profondeur pour les pistes audios. Les musiques sont remixées et digitalisées sur une fréquence de 44 KHz. Le changement de rythme de la musique au cours d'un combat peut toutefois entraîner une légère coupure audible. La maniabilité de la version 3DO est plus rigide que celle de la version Super Nintendo ou Arcade en raison des trois boutons de la manette de la console. Pour compenser le manque de contrôles, Capcom décide de produire ses propres manettes pour la 3DO, qui sont dotées de six boutons,,. La version 3DO est considérée, lors de sa sortie, la conversion la plus fidèle du jeu à la version arcade. Le magazine VideoGames and Computer Entertainment discerne par ailleurs le prix de la meilleure conversion d'un jeu arcade sur consoles. Super Street Fighter II Turbo est publié sur 3DO au Japon le 18 novembre 1994 et bénéficie également d'une sortie européenne durant la même période.

### Liste des super
- Ryu : Shinkuu Hadouken
  - Une super hadouken, qui frappe à plusieurs reprises l'adversaire et fait bien plus de dégâts. Conservée sur tous les jeux suivants.
- Ken Masters : Shoryuu Reppa
  - Double Shoryuken, frappant fort à de multiples reprises au moment de la flexion initiale de Ken. La aussi, tous les jeux suivants (SFEX, SFⅢ & SFⅣ l'ont conservé)
- Edmond Honda : Oni Musou
  - Un coup de boule plongé à longue distance, suivi d'un autre à portée de bras.
- Chun-Li : Senretsu Kyaku
  - Chun-Li donne deux coups de pied hauts, puis enchaine une série de lightning kicks dévastateurs. Ce combo fut réutilisé tel quel dans SFEX, modifié pour SFⅢ & SFⅣ.
- Blanka : Ground Shave Rolling
  - Une Rolling Attack sol-air courte portée, enchainée d'une au sol traversant l'écran. Réutilisé dans SFEX2 & 3, puis dans SFⅣ.
- Zangief : Final Atomic Buster
  - Combo de deux German Suplex, puis du fameux Spinning Piledriver. Un Atomic Drop et un backbreaker remplacent les suplex dans la série SFEX, mais la structure du combo en elle-même reste globalement maintenue.
- Guile : Double Somersault Kick
  - Comme son nom l'indique, Guile enchaine deux Flash Kick l'un après l'autre. Lui fut préféré le Sonic Boom Typhoon dans SFEX2+ dans le rôle du Super*3, mais les deux combos sont restés par la suite sur les itérations ultérieures de la franchise.
- Dhalsim : Yoga Inferno
  - Un Yoga Flame longue durée, frappant plusieurs fois l'adversaire sur le principe du Shinku Hadouken de Ryu. La série SFEX modifie ce super, ou le Yoga Flame standard est remplacé par une flamme ondulante. Dans SFEX2+, ce super est lancé en mid-air par un Dhalsim flottant, dans une position contre-nature, soulignant ainsi les capacités du personnage.
- Thunder Hawk : Double Typhoon
  - T-Hawk attrape son adversaire en Typhoon, et exécute ce mouvement deux fois.
- Cammy White : Spin Drive Smasher
  - La combinaison de son Cannon Spike horizontal, et de son Spiral Arrow Vertical.
- Fei Long : Rekka Shinken
  - Fei Long enchaine son fameux Rekka-Ken combo deux fois, ce qui entraîne une suite de 5 Rekka-Ken directement enchaînables par un Rekku-Kyaku.
- Dee Jay : Sobat Carnival
  - Dee Jay enchaine quatre Sobat, ce qui a le don d'expédier l'adversaire dans les airs, d’où le combo peut être enchainé.
- Balrog : Crazy Buffalo
  - Balrog enchaine les Dash Punch sur son adversaire. Le combo fut réutilisé dans SFEX, et ce quand bien-même Balrog fut absent de la série EX, dans laquelle il fut remplacé par  Cracker Jack, un personnage des studios Arika.
- Vega : Rolling Izuna Drop
  - Vega s'élance dans les airs (la cage s'il est chez lui), puis plonge sur son adversaire. Si le combo est correctement entré, Vega attrape son adversaire en plein plongeon, puis enchaine trois Izuna Drop à la suite. Le Combo fut réutilisé tel quel dans SFEX2 et 3, et SFⅣ.
- Sagat : Tiger Genocide
  - Sagat enchaine un Tiger Knee puis un Tiger Uppercut dévastateur.
- M. Bison : Knee Press Nightmare
  - Bison enchaîne deux Scissors Kick à la suite, suivi d'un de ses croche-pattes glissés. Dans SFEX, le croche patte est remplacé par une série de coups de pied pleine tête lancés mid-air, avant que Bison ne reparte en arrière pour retomber sur ses pattes.
- 豪鬼 : Shungoku Satsu
  - La mort attend quiconque subit ce super.

## LebosscachéAkuma
Akuma, au Japon Gouki (豪鬼, Gōki) signifiant « puissance démoniaque », est introduit pour la première fois dans cet épisode. Pour l'affronter, le joueur doit vaincre tous ses adversaires sans perdre un seul combat, et le tout en moins de 20 minutes. En cas de succès, le boss caché apparaîtra au moment où Bison retire sa cape et lui infligera le Shungoku Satsu, avant de se mettre en position de combat, défiant le personnage incarné par le joueur et remplaçant le boss final original, M.Bison. C'est un personnage très puissant, et généralement interdit en tournoi de par sa facilité à enchaîner les attaques, contrer l'adversaire ou encore le replier vers le coin.

## Les versionsolddes personnages
Dans Super Street Fighter II Turbo, chaque personnage du jeu (excepté Akuma) est décliné en deux versions : la version dite New ou 'X', c'est-à-dire la version de base disponible lors de la sélection des personnages, et une version cachée dite Old. Ces personnages Old correspondent à leur formes dans le jeu Super Street Fighter II: The New Challengers. Pour pouvoir sélectionner ces versions Old, le joueur doit effectuer une manipulation spéciale, un code, lors de la sélection du personnage. 
Les versions Old ont plusieurs différences avec leur pendant New : la jauge de Super disparaît, les rendant ainsi incapables de lancer les super attaques, ainsi que la capacité de prévenir une projection, qui disparaît aussi. Mais pour certains personnages ces désavantages ne sont pas nécessairement des handicaps, au contraire même : Certaines versions old d'un personnage sont plus fortes que les versions New du même personnage. Ainsi pour prendre l'exemple de T.Hawk, la version Old voit tous ses coups normaux améliorés, sa balayette accélérée et son splash a une hitbox beaucoup plus large.

## Portages
- 3DO : 1994 (bande son remixée exclusive, reprise dans Hyper Street Fighter II sous le nom Arrange)
- PC (MS-DOS) : 1995 (bande son là aussi exclusive)
- Amiga CD32 : 1996 (Human Soft, GameTek)
- Saturn : 1997, Street Fighter Collection
- PlayStation : 1997, Street Fighter Collection
- Game Boy Advance : 2001, Super Street Fighter II Turbo Revival
- PlayStation 2 : 2006, Capcom Classics Collection Volume 2
- Xbox : 2006, Capcom Classics Collection Volume 2
- Xbox 360 (Xbox Live Arcade) : 2008, Super Street Fighter II Turbo HD Remix
- PlayStation 3 (PlayStation Network) : 2008, Super Street Fighter II Turbo HD Remix
- Nintendo Switch, PlayStation 4, Xbox One : 2018, Street Fighter 30th Anniversary Collection